# Iga
Iga (japanska: 伊賀市?, Iga-shi) är en stad på Kiihalvön i Mie prefektur i Japan. Staden bildades 2004.  genom en sammanslagning av staden Ueno med fem kringliggande kommuner

## Historia
Området runt den nuvarande staden Iga är en del av den historiska provinsen Iga. Den var under Sengoku-perioden (1467–1568) ett centrum för ninjutsu. Under Edoperioden (1603–1868) så utvecklades staden runt slottet Iga Ueno, som i dag är en av stadens sevärdheter. Iga är även känt som födelseplats för haiku-poeten Matsuo Bashō.

## Galleri

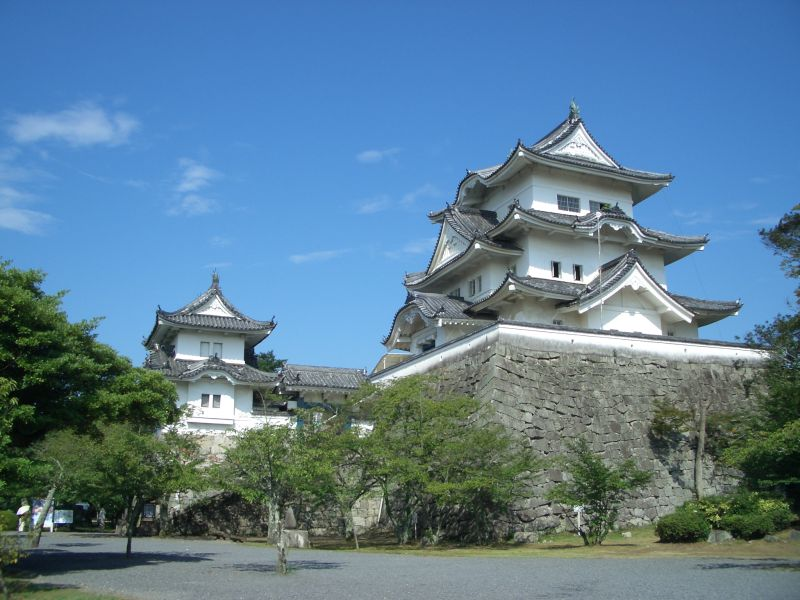
Iga Ueno slott
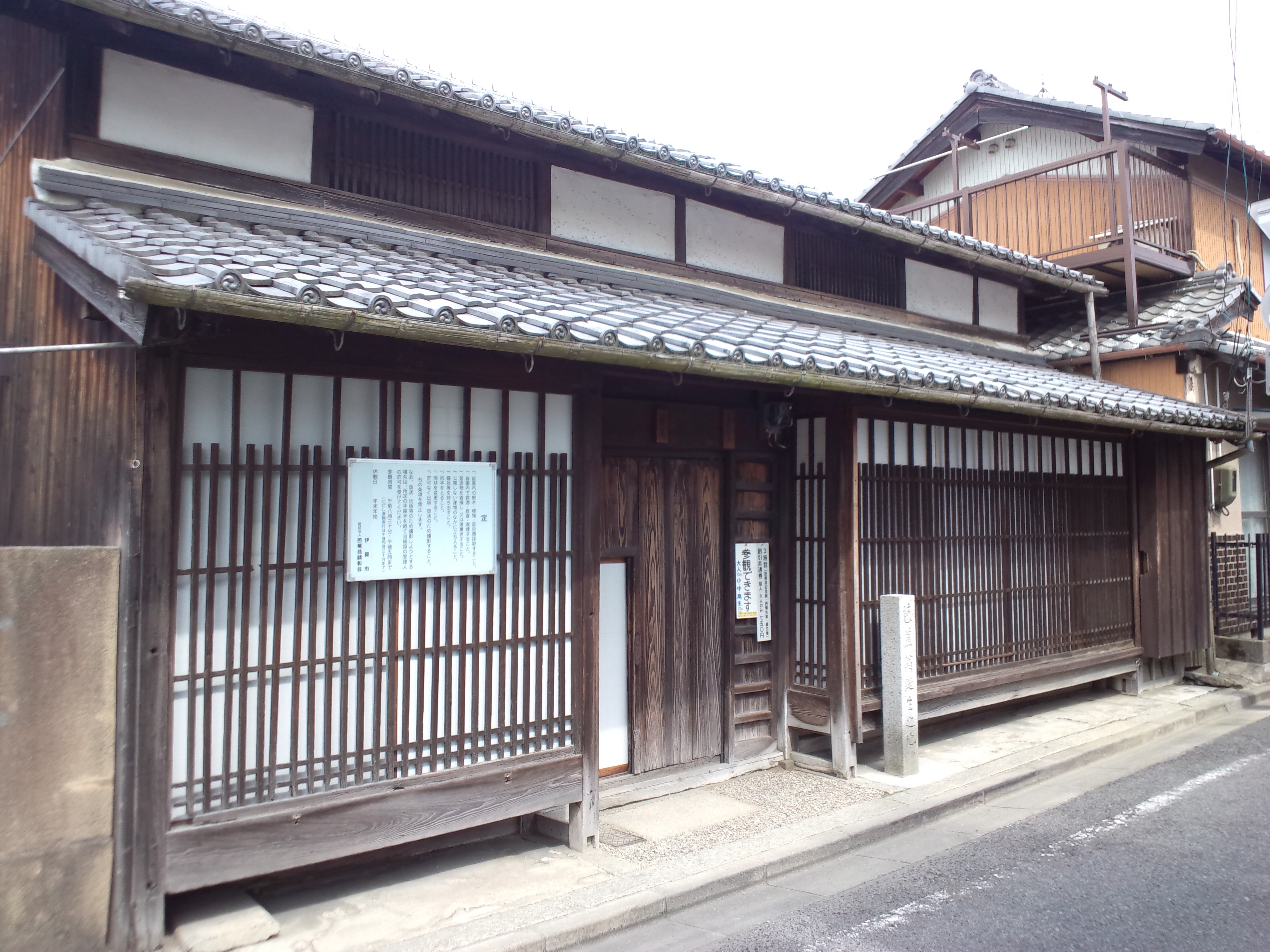
Matsuo Bashōs födelseplats
Iga-järnvägens tåg i ninjamålning